# Pfälzische T 3
Die T 3 der Pfalzbahn waren laufachsenlose Güterzugtenderlokomotiven mit drei Kuppelachsen der Gattung C n2t. Sie wurden bei der Deutschen Reichsbahn als Baureihe 891 mit den Betriebsnummern 89 101–121 eingeordnet. Ihre Konstruktion lehnte sich an die der Bayerischen D V an.

## Geschichte
Im Vergleich zu anderen Bahngesellschaften erfolgte bei den Pfälzischen Eisenbahnen die Beschaffung von C-Kupplern für den Verschubdienst recht spät, ab 1889. In Bayern waren zu dieser Zeit die Lokomotiven der Bauart D V schon seit mehr als 10 Jahren in Betrieb.

## Beschaffung
In 16 Jahre wurden bei Maffei insgesamt 27 Maschinen vier Baulosen beschafft. Die ersten vier Maschinen – beschafft in den Jahren 1889/1990 – wurden als Ersatz für ausgemusterte Maschinen gekauft und erhielten auch deren Nummern. Die nächste Beschaffungsserie von 1898 über sieben Maschinen sowie das Baulos von 1900 über elf Maschinen erhielten neue, fortlaufende Nummern. Bei dem Baulos von 1902 über weitere vier Lokomotiven kam es ebenfalls zur Zweitbesetzung vorhandener Nummern. 1905 erfolgte noch die Nachlieferung einer weiteren Maschine mit neuer, fortlaufender Nummer.
Alle Maschinen erhielten -. wie bei den Pfälzischen Eisenbahnen üblich – zusätzlich noch Namen.

## Verbleib
21 Maschinen wurden von der Deutschen Reichsbahn übernommen, die sie 1925 als Baureihe 89.1 in ihren Nummernplan aufnahm. 1920 mussten sechs Lokomotiven – Nummern 207, 208, 246, 252, 255 und 285 – an die Eisenbahnen des Saargebietes abgegeben werden.
In einer Aufstellung der Lokomotiven in der französischen Besatzungszone von 1948 werden für das EAW Kaiserslautern noch acht Maschinen gezählt. Das letzte Exemplar wurde 1953 bei der Deutschen Bundesbahn ausgemustert.

## Lokomotivnummern
| Herstelldaten | Herstelldaten | Herstelldaten | Herstelldaten | Nummern je Epoche     | Nummern je Epoche     | Nummern je Epoche | Nummern je Epoche | Zusatzinformationen | Zusatzinformationen                             |
| Lfd. Nr.      | Her- steller  | Bau- jahr     | Fabr.- nummer | Pfalzbahn / K.B.Sts.B | Pfalzbahn / K.B.Sts.B | DRG Betriebs-Nr.  | DRG Betriebs-Nr.  | Ausge- mustert      |                                                 |
|               |               |               |               | Bahn-Nr.              | Name                  | (vorläufig)       | (endgültig)       |                     |                                                 |
| ------------- | ------------- | ------------- | ------------- | --------------------- | --------------------- | ----------------- | ----------------- | ------------------- | ----------------------------------------------- |
| 1             | Maffei        | 1889          | 1503          | 70                    | OHRENBERG             | 89 107            | 89 101            | < 1931              |                                                 |
| 2             | Maffei        | 1889          | 1504          | 71                    | REHBERG               | 89 108            | 89 102            | < 1931              |                                                 |
| 3             | Maffei        | 1890          | 1541          | 13                    | HOMBURG               | 89 101            | 89 103            | < 1931              |                                                 |
| 4             | Maffei        | 1890          | 1542          | 71                    | ZWEYBRUECKEN          | 89 102            | 89 104            | 27.8.1947           |                                                 |
| 5             | Maffei        | 1898          | 1906          | 202                   | EINOED                | 89 109            | 89 105            | 27.8.1947           |                                                 |
| 6             | Maffei        | 1898          | 1907          | 203                   | WUERZBACH             | 89 110            | 89 106            | < 1935              |                                                 |
| 7             | Maffei        | 1898          | 1908          | 204                   | HASSEL                | 89 111            | 89 107            | 11.4.1947           |                                                 |
| 8             | Maffei        | 1898          | 1909          | 205                   | BIERBACH              | 89 112            | 89 108            | < 1933              |                                                 |
| 9             | Maffei        | 1898          | 1910          | 206                   | ALTSTADT              | 89 113            | 89 109            | 11.4.1952           |                                                 |
| 10            | Maffei        | 1898          | 1911          | 207                   | CONTWIG               |                   |                   | < 1930              | 1920 Abgabe an die Saar-EB, dort Betr.Nr. 6101, |
| 11            | Maffei        | 1898          | 1912          | 208                   | DELLFELD              |                   |                   | < 1932              | 1920 Abgabe an die Saar-EB, dort Betr.Nr. 6102, |
| 12            | Maffei        | 1900          | 2085          | 246                   | BAYRFELD              |                   |                   | < 1928              | 1920 Abgabe an die Saar-EB, dort Betr.Nr. 6103, |
| 13            | Maffei        | 1900          | 2086          | 247                   | BIEBERMUEHLE          | 89 114            | 89 110            | 27.8.1947           |                                                 |
| 14            | Maffei        | 1900          | 2087          | 248                   | BLICKWEILER           | 89 115            | 89 111            | < 6/1953            |                                                 |
| 15            | Maffei        | 1900          | 2088          | 249                   | BOEHL                 | 89 116            | 89 112            | Kriegsverlust       |                                                 |
| 16            | Maffei        | 1900          | 2089          | 250                   | EISENBERG             | 89 117            | 89 113            | Kriegsverlust       |                                                 |
| 17            | Maffei        | 1900          | 2090          | 251                   | HOCHSTADT             | 89 118            | 89 114            | Kriegsverlust       |                                                 |
| 18            | Maffei        | 1900          | 2091          | 252                   | LANGMEIL              |                   |                   | < 1929              | 1920 Abgabe an die Saar-EB, dort Betr.Nr. 6104  |
| 19            | Maffei        | 1900          | 2092          | 253                   | TIEFENTHAL            | 89 119            | 89 115            | 14.11.1952          |                                                 |
| 20            | Maffei        | 1900          | 2093          | 254                   | RAMMELSBACH           | 89 120            | 89 116            | 1.11.1946           |                                                 |
| 21            | Maffei        | 1900          | 2094          | 255                   | RAMSTEIN              |                   |                   | < 1931              | 1920 Abgabe an die Saar-EB, dort Betr.Nr. 6105  |
| 22            | Maffei        | 1900          | 2095          | 256                   | RODALBEN              | 89 121            | 89 117            | < 11/1953           |                                                 |
| 23            | Maffei        | 1902          | 2247          | 57                    | WACHENHEIM            | 89 103            | 89 118            | 1.6.1953            |                                                 |
| 24            | Maffei        | 1902          | 2248          | 59                    | WEIDENTHAL            | 89 104            | 89 119            | 9.11.1953           |                                                 |
| 25            | Maffei        | 1902          | 2249          | 64                    | FORST                 | 89 105            | 89 120            | 1.6.1953            |                                                 |
| 26            | Maffei        | 1902          | 2250          | 66                    | POTZBERG              | 89 106            | 89 121            | 9.11.1953           |                                                 |
| 27            | Maffei        | 1905          | 2389          | 285                   | WALDFISCHBACH         |                   |                   | < 1930              | 1920 Abgabe an die Saar-EB, dort Betr.Nr. 6106  |